# Das Boxende Känguruh
Das Boxende Känguruh je německý krátký film z roku 1895. Režisérem a producentem je Max Skladanowsky (1863–1939). Film byl natočen v cirkuse Busch v roce 1895 a zobrazuje boxerský zápas mezi hercem Delawarem a klokanem s boxerskými rukavicemi. Nakolik byl zápas simulován pro pobavení diváků je sporné.
Film měl premiéru 1. listopadu 1895 spolu s dalšími krátkými filmy, které byly jako jedny z prvních promítány laternou magicou. Každý film trval přibližně šest sekund, a proto se opakovalo jejich promítání.